# 贾村镇 (望都县)
贾村镇，是中华人民共和国河北省保定市望都县下辖的一个乡镇级行政单位。
2013年，河北省民政厅批复同意撤销贾村乡，设立贾村镇，镇人民政府驻北贾村昌泰路85号。

## 行政区划
贾村镇下辖以下地区：
北贾村、南贾村、西贾村、南韩庄村、北柳絮村、南柳絮村、东新村、西新村、小寨子村、王文村、张过村、建安村和新建安村。